# Breitpfeiler Leopoldauer Straße

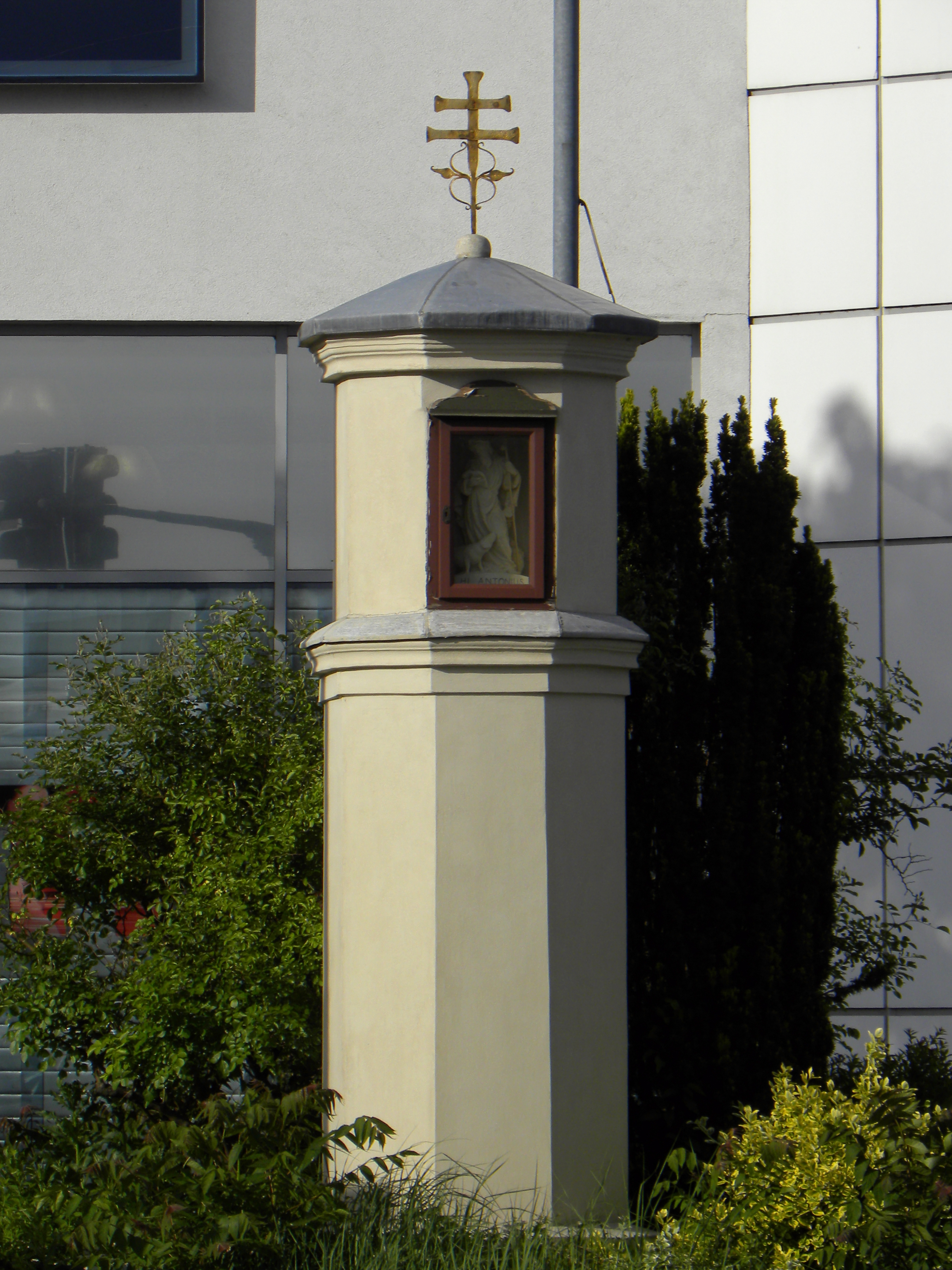
Breitpfeiler an der Leopoldauer Straße

Der Breitpfeiler ist ein sakrales Kleindenkmal. Es steht am Gehsteig im Kreuzungsbereich Leopoldauer Straße und Heinrich-von-Buol-Gasse im 21. Wiener Gemeindebezirk Floridsdorf.

## Geschichte
Die Säule wurde im 17. Jahrhundert errichtet. Im Kern stammt sie eventuell aus dem Mittelalter.

## Beschreibung
Über einem runden Sockel steht ein massiver achteckiger Breitpfeiler. Der ebenfalls achteckige Aufsatz, der gleich stark ist wie der Pfeiler, ist durch ein starkes kräftiges Gesims abgesetzt. Der Aufsatz enthält eine tiefe rechteckige Nische die holzgerahmt und verglast ist. Der Breitpfeiler wird durch ein zweiarmiges vergoldetes Metallkreuz mit verbreiterten Enden abgeschlossen.